# Irland (Insel)

Landkarte von Didier Robert de Vaugondy mit der Insel Irland als Britannia minor „Kleinbritannien“ (1750)

Die Insel Irland ist etwa 450 km lang und rund 260 km breit und liegt im Atlantik. Insgesamt hat sie eine Fläche von etwa 84.421 km². Sie ist damit die drittgrößte Insel Europas und die zwanzigstgrößte der Welt.
Auf der Insel liegen – getrennt durch die innerirische Grenze – die Republik Irland und im Nordosten Nordirland, das ein Teil des Vereinigten Königreichs ist (siehe auch Liste geteilter Inseln).

## Namen
Der Name der Insel lautet im Irischen Éire, im Altirischen Ériu. Nach heutiger Auffassung geht er auf das urkeltische Wort *Φīwerjon- für „üppiges Land“ zurück. Von Éire wiederum leiten sich der englische Name Ireland ebenso wie das walisische Iwerddon ab.
Der klassische lateinische Name war Hibernia, älter Ivernia (eine latinisierte Form des griechischen Namens Ierne, der von dem antiken Geographen Claudius Ptolemäus stammt). Dies lässt auf eine Urform *Īwenjū schließen. Daneben nannten die Römer entweder ein Gebiet im Nordosten Irlands oder auch die ganze Insel Scotia. Dieser Name ging im Mittelalter auf den Norden von Großbritannien über und bezeichnet seitdem das heutige Schottland. Daneben kam auch die Bezeichnung Britannia minor vor, also „Kleinbritannien“ auf Deutsch (siehe Karte von Didier Robert de Vaugondy von 1750).
Eine poetische Bezeichnung für Irland ist „Grüne Insel“.

## Geographie
An der Küste gelegene Berge umgeben zentrale Ebenen. Der Carrauntuohill im County Kerry ist mit 1041 Metern der höchste Berg. Der Shannon teilt die Insel in zwei nicht gleich große Teile und ist mit rund 370 km, von denen knapp 250 km schiffbar sind, der längste Fluss.

## Flora und Fauna
Irland ist im Allgemeinen weniger artenreich als das europäische Festland oder die Nachbarinsel Großbritannien. Dies liegt vor allem daran, dass Irland durch den nach der Eiszeit relativ schnell ansteigenden Meeresspiegel isoliert wurde. Von den nur 31 auf Irland heimischen Säugetieren sind einige wie der Dachs, der Rotfuchs oder der Igel sehr häufig, während andere wie der Rothirsch nur in Nationalparks anzutreffen sind. Früher gehörten auch der Wolf, der Riesenhirsch, aufgrund der Fülle an Funden auf Irland im Englischen auch Irish elk genannt, und der Riesenalk zur Tierwelt. Auf Irland gibt es keine Schlangen und nur eine heimische Reptilienart, die Waldeidechse.
Außerdem gibt es auf Irland keine größeren Naturwälder mehr, da sie im 17. Jahrhundert bedingt durch die zerstörerische Politik Oliver Cromwells größtenteils gerodet wurden. Der Holzbedarf von Schiffswerften, Glashütten und Metallschmelzen sorgte dafür, dass im Jahre 1901 nur noch ein Prozent der Insel mit Wald bedeckt war. 1997 waren es dank der EU-Fördermittel bereits fünf Prozent. Aufgeforstet wurde vor allem mit Nadelgehölzen der Koniferenfamilie, da sie den auf Irland beheimateten Vogelarten die meiste Nahrung bieten sollen. 2002 galten bereits zehn Prozent der Landesfläche als bewaldet und wurden forstwirtschaftlich genutzt. Die irische Regierung beabsichtigt, den Anteil bis 2030 auf 17 Prozent zu erhöhen.